# CSM Bucovina Rădăuți
Clubul Sportiv Municipal Bucovina Rădăuți, cunoscut sub numele de Bucovina Rădăuți, este un club românesc de fotbal profesionist din orașul Rădăuți, județul Suceava, care evoluează în prezent în Liga a III-a.

## Istoric
Bucovina Rădăuți a fost fondat în 1950 sub numele de Spartac Rădăuți, continuând tradiția fotbalistică din Rădăuți începută înaintea celui de-al Doilea Război Mondial, prin echipe precum Jahn Rădăuți, Hagwiruch Rădăuți și Hatmanul Luca Arbore Rădăuți.
Ulterior redenumită Progresul Rădăuți, echipa a încheiat pe locul al doilea în Campionatul Regional Suceava din 1954 și a obținut promovarea în nou-înființata Divizia C la finalul sezonului 1955, după ce a câștigat una dintre seriile campionatului regional, dar a pierdut finala împotriva formației Dinamo Dorohoi.
În Divizia C, Progresul Rădăuți a evoluat în Seria I și a ocupat locul 10 în sezonul 1956. În vara anului 1957, echipa a fost redenumită Sportul Muncitoresc Rădăuți, iar în sezonul 1957–58 a încheiat pe poziția a 6-a. Promovarea în Divizia B a fost obținută la finalul sezonului 1958–59, în urma clasării pe locul 2, odată cu extinderea eșalonului secund la trei serii, într-un context în care Divizia C a fost desființată din nou.
În Divizia B, Bucovinenii au rezistat doar un sezon, retrogradând după ce au ocupat ultimul loc, revenind astfel în campionatul regional. După retrogradare, echipa s-a contopit cu Metalul Rădăuți, formație susținută de Întreprinderea de Industrie Locală Metalurgică (IMIL), formând astfel ASM Rădăuți. Noua echipă a câștigat Campionatul Regional Suceava în sezonul 1960–61, însă s-a clasat pe ultimul loc în Seria I a barajului de promovare, desfășurat la Râmnicu Vâlcea.
Clubul a evoluat ulterior sub denumirea Metalul Rădăuți, nume păstrat pe tot parcursul perioadei comuniste, iar din 1991 echipa a fost redenumită Bucovina Rădăuți.
La sfârșitul sezonului din Divizia C 2003-2004, Bucovina Rădăuți a retrogradat în Liga a IV-a, neputând apoi mai mulți ani consecutivi să revină în Liga a III-a.
În sezonul 2011–12, Bucovina Frătăuții Noi a câștigat Liga a IV-a – Județul Suceava și a promovat în Liga a III-a după meciul de baraj, apoi în vara aceluiași an echipa a fost mutată din Frătăuții Noi la Rădăuți și redenumită Bucovina Rădăuți, reinventând tradiția fotbalistică din Rădăuți. 
La mijlocul sezonului 2015–16 din Liga a III-a, Rădăuțenii s-au retras din Liga a III-a din cauza unor probleme financiare. În vara anului 2016, echipa s-a înscris în Liga a IV-a - Județul Suceava și după un an clubul a fost promovat înapoi în Liga a III-a după un meci de play-off cu campioana județului Bistrița-Năsăud, ACS Dumitra.

## Parcursul competițional
| Sezon   | Nivel | Divizie                | Loc   | Cupa României |
| ------- | ----- | ---------------------- | ----- | ------------- |
| 2023–24 | 3     | Liga a III-a (Seria I) | TBD   |               |
| 2022–23 | 3     | Liga a III-a (Seria I) | 4     |               |
| 2021–22 | 3     | Liga a III-a (Seria I) | 4     |               |
| 2020–21 | 3     | Liga a III-a (Seria I) | 1 (C) |               |
| 2019–20 | 3     | Liga a III-a (Seria I) | 4     |               |
| 2018–19 | 3     | Liga a III-a (Seria I) | 2     | Șaisprezecimi |
| 2017–18 | 3     | Liga a III-a (Seria I) | 5     |               |

| Sezon   | Nivel | Divizie                | Loc      | Cupa României |
| ------- | ----- | ---------------------- | -------- | ------------- |
| 2016–17 | 4     | Liga a IV-a (SV)       | 1 (C, P) |               |
| 2015–16 | 3     | Liga a III-a (Seria I) | 12 (R)   |               |
| 2014–15 | 3     | Liga a III-a (Seria I) | 7        |               |
| 2013–14 | 3     | Liga a III-a (Seria I) | 10       |               |
| 2012–13 | 3     | Liga a III-a (Seria I) | 8        |               |
| 2011–12 | 4     | Liga a IV-a (SV)       | 1 (C, P) |               |

## Palmares
Liga a III-a
- Câștigătoare (1): 2020-21
- Locul 2 (2): 1958–59, 2018-19

Liga a IV-a -  județul Suceava
- Câștigătoare (5): 1969–70, 1972–73, 1996–97, 2000–01, 2016–17
- Locul 2 (1): 2008–09

Cupa României – județul Suceava
- Câștigătoare (1): 2016–17

## Lot

### Lot 2021-2022
| Nu. | Poz. | Națiune | Jucător                                     | Nu. | Poz. | Națiune | Jucător                                         |
| --- | ---- | ------- | ------------------------------------------- | --- | ---- | ------- | ----------------------------------------------- |
| 1   | GK   | ROU     | Andrei Udeanu                               | 14  | DF   | ROU     | Mugur Florescu                                  |
| 2   | MF   | ROU     | Răzvan Cimbru                               | 15  | MF   | ROU     | Aurelian Șurubaru                               |
| 3   | MF   | ROU     | Lucian Botnari                              | 17  | DF   | ROU     | Florin Chiseliță                                |
| 4   | DF   | ROU     | Ștefan Rusu                                 | 11  | FW   | ROU     | Iulian Coroamă ( împrumutat de la LPS Suceava ) |
| 5   | DF   | ROU     | Paul Mateciuc                               | 19  | MF   | ROU     | Claudiu Popa                                    |
| 6   | DF   | ROU     | Bogdan Forizs                               | 21  | DF   | ROU     | Robert Șpac                                     |
| 7   | MF   | ROU     | Adrian Stroe ( împrumutat de la Juniorul )  | 22  | MF   | ROU     | Radu Ungurianu                                  |
| 8   | MF   | ROU     | Lucian Dumea ( împrumutat de la Poli Iași ) | 23  | MF   | ROU     | Andrei Săhlean                                  |
| 9   | FW   | ROU     | Ionel Stoian                                | 24  | DF   | ROU     | Abel Coajă                                      |
| 10  | FW   | ROU     | Ionuț Plămadă ( Căpitan )                   | 25  | FW   | ROU     | Gabriel Ichim ( împrumutat de la LPS Suceava )  |
| 11  | FW   | ROU     | Cătălin Coroamă                             | 93  | GK   | ROU     | Cristian Butnariu                               |
| 12  | GK   | ROU     | Paul Rotar                                  | 99  | MF   | ROU     | Ruben Sumanariu                                 |

### Personalul tehnic actual
| Rol                 | Nume                        |
| ------------------- | --------------------------- |
| Eu                  | Florin Cristescu            |
| Manager asistent    | Ionuț Plămadă               |
| Antrenor de portari | Cristian Butnariu           |
| Delegații           | Tom Hunceac Radu Teleagă    |
| Clubul Medicilor    | Adrian Popescu Dănuț Lavric |
| Kinetoterapeut      | Maria Vaidner               |